# Maniacal Renderings
Maniacal Renderings is een progressief metalalbum met melodieuze stukken van Jon Oliva's Pain dat uitkwam in september 2006.
Het album start met het Savatage-achtige "Through the Eyes of the King", waarna het meeslepende titelnummer volgt. Daarna volgen nog enkele nummers en in het nummer "Still I Pray for you Now" is nog het akoestische gitaarspel te horen van Criss Oliva, de in 1993 overleden broer van Jon Oliva. Ook is er nog gitaarspel met de elektrische gitaar van Criss Oliva te horen in het nummer "Reality's Fool" en zijn er nog stukken tekst van hem verwerkt in de songs.

## Tracks
- Through the Eyes of the King
- Maniacal Renderings
- The Evil Beside You
- Time to Die
- The Answer
- Push It to the Limit
- Who's Playing God
- Timeless Flight
- Holes
- End Times
- Still I Pray for you Now
  - Only You (bonustrack op de normale cd)
  - Reality's Fool (bonustrack op het digipack (uitklapbare cd))

## Bandleden
- Jon Oliva – keyboardspeler, pianist en zanger
- Matt LaPorte – gitaar
- Shane French – gitaar
- Kevin Rothney – basgitaar
- John Zahner – keyboardspeler
- Christopher Kinder – drummer - percussie
- Tony Oliva – 12-snarige gitaar op  Still I Pray for You Now
- Anthony Oliva – basgitaar op Still I Pray for You Now
- Christopher J. Oliva (Criss Oliva) – akoestische gitaar en elektrische gitaar op Still I Pray For You Now & Reality's Fool